# Сметанський Вадим Олексійович
Вади́м Олексі́йович Смета́нський (10 грудня 1995, м. Гайворон — 26 лютого 2022, м. Буча) — солдат збройних сил України, учасник російсько-української війни.

## Життєпис
Народився Вадим 10 грудня 1995 року в місті Гайворон.
Навчався в місцевій ЗОШ № 2, після чого вступив до Гайворонського політехнічного фахового коледжу.
Після закінчення, в 2019 році проходив строкову службу в Житомирі, а з весни того ж року — у Львові.
За покликом серця вступив до лав 80-ї окремої десантно-штурмової бригади (в/ч А0284), щоб стати на захист незалежності, свободи та територіальної цілісності нашої держави.
26-річний солдат загинув 26 лютого 2022 року у місті Буча Київської області під час боїв з російськими окупантами.
Похований 15 квітня 2022 року в м. Гайворон.

## Нагороди
- Орден «За мужність» ІІІ ступеня (8 червня 2022, посмертно) — за особисту мужність і самовіддані дії, виявлені у захисті державного суверенітету та територіальної цілісності України, вірність військовій присязі[3].